# Robert Coppée
Robert Coppée (La Louvière, 23 d'abril de 1895 - 1970) fou un futbolista belga de la dècada de 1920.
Fou 15 cops internacional amb la selecció belga de futbol, amb la qual disputà els Jocs Olímpics de 1920, on guanyà la medalla d'or, i als Jocs de 1924. Pel que fa a clubs, defensà els colors del Royale Union Saint-Gilloise.